# Knjiga
Knjiga je zbirka popisanih, porisanih ali potiskanih listov iz papirja, pergamenta ali drugega materiala, na eni strani zvezanih skupaj in ovitih v platnice. Knjiga je lahko tudi oznaka za literarno delo, v zadnjem času pa z izrazom e-knjiga označujemo literarna dela, ki so shranjena (lahko izključno) na elektronskih medijih in dostopna s pomočjo računalnika.
Za knjigo bi lahko rekli, da je predmet (lahko jo listamo, prijemamo, trgamo...), naprava (je oštevilčena in nam omogoča lažje iskanje informacij) ali medij (s knjigo lahko prenašamo sporočila, podatke, informacije...)
V bibliotekarstvu se knjiga imenuje monografska publikacija, da se razlikuje od revij, časopisov in drugih publikacij. Celoti vseh napisanih del, vključno s knjigami, pravimo literatura. Knjige so eden glavnih načinov razširjanja znanja in idej med ljudmi. Najbolj uveljavljeni načini dostopa do knjig so knjigarne (nakup) in knjižnice (izposoja), posebej stare in dragocene knjige pa hranijo tudi muzeji.
Ljubitelja knjig imenujemo bibliofil, človeka, ki veliko bere, pa pogovorno knjižni molj.

## Izvor besede
Jezikoslovci so se že zelo zgodaj začeli zanimati za izvor besede "knjiga". Nekateri menijo, da ta beseda izvira iz staronordijske besede "kenning", kar pomeni zapisek, znak. Drugi menijo, da je to stara asirska beseda "kunniku", kar pomeni pečat, največ jezikoslovcev pa se strinja, da je beseda nastala iz starokitajske besede "k'uen", kar v prevodu pomeni knjižni zvitek in smo jo Slovani dobili prek staroturškega izraza "küing".
Domača slovenska beseda, ki je med slovenskimi protestanti še v splošni rabi, "bukva", je izposojenka iz gotske "boka", kar pomeni bukev.

## Svetovni dan knjige in Svetovna prestolnica knjige
Za svetovni dan knjige je bil razglašen 23. april, katerega vsako leto obeležijo z raznimi prireditvami, kjer je v središču pogovorov in predstav, prikaz, vloga ter mesto knjige v družbi.
Unesco je naziv Svetovne prestolnice knjige uradno uvedel z resolucijo, katera je bila sprejeta na splošni konferenci 2.11.2001. Ljubljana je prijavila svojo kandidaturo v letu počastitev 500-letnice Primoža Trubarja, pisca prve slovenske knjige in utemeljitelja slovenskega knjižnega jezika. To obletnico je 34. Generalna konferenca Unesca leta 2007 tudi uvrstila na svoj seznam obletnic. Poleg Ljubljane je kandidature oddalo še 6 mest (Dunaj,Guadalajara, Lizbona,Riga, St. Peterburg, Wellington). Člani Unescove komisije so 18. junija 2008 razglasili Ljubljano za svetovno prestolnico knjige 2010. Leta 2015 je svetovna prestolnica Incheon, Južna Koreja, leta 2016 bo to Wroclaw, Poljska.
Poleg teh izpostavitev kulturnih dimenzij knjige je knjiga vir tudi kulturnih dogodkov, sejmov in kulturnih izmenjav.  Knjižni sejmi tako pomenijo tudi priložnost predstaviti državo in njeno stanje duha pa tudi njeno privlačnost in raznolikost.

## Zgodovinski pregled
Seveda do iznajdbe knjige ni prišlo kar čez stoletje, ima knjiga veliko predhodnikov. Ampak da je do njenih predhodnikov prišlo, je bilo potrebno razvozlati in izumiti tisto, za kar so potrebne knjige - pisavo in branje.

### Pisava, branje, tisk
Pisava je nastala, ko se je človek naučil sporočati svoje misli in čustva z vidnimi znaki, ki jih ni razumel samo on, ampak tudi drugi. Ugotovil je, da lahko vse, kar govori, sliši ali vidi tudi zapiše. Na kamen, les, kožo, tkanino je začel upodabljati s slikami. Zapisovanje s sliko oziroma piktografija je bila prva človeška pisava. Kot kažejo zgodovinske najdbe, naj bi ta korak naredili v Mezopotamiji. Piktografijo najdemo še danes pri manj razvitih ljudstvih, prav tako indeografijo, ki je naslednji korak v razvoju pisave. 
Nadaljnji razvoj je bil torej razvoj pojmovne pisave ali ideografije. V osnovi je bila še vedno slika, vendar se je vedno bolj poenostavljala in omejevala. Z ideogrami si pomagamo še danes: prometni znaki, v geometriji, kartografija...
Naslednji korak je bil ideogram za določen pojem prišel v simbol vseh glasov v besedi za ta pojem. Posledično se je izoblikovala zlogovna oziroma silabična pisava, v kateri imajo enaki zlogi enaka znamenja. 
Zadnji korak je bil prehod k zapisovanju posameznih glasov (vsak fenomen je dobil svojo črko, znamenje).
Ko so med 2. in 4. stoletjem začeli pergamentne listine povezovati v kodekse, so še vedno pisali skupaj. Branje je bilo tiho. Presledek se uveljavi šele v 9. stol. in prav tako glasno branje. Ker je malo ljudi znalo brati, so v antiki začeli brati glasno, pogosto na javnih krajih. Vedno več ljudi pa se je želelo učiti branja in so začeli brati po tihem. Na začetku je bilo takšno branje nevarno, še posebno pa če je brala ženska. Glasno branje se je v samostanih ohranilo vse do 18. stol., v družinah pa do danes. 
Najprej so knjige razmnoževali s prepisovanjem. Prvi tisk še šteje leta 183, ko začnejo Kitajci besedila klesti v kamen, katera odtisnejo na papir. Leta 757 pa že tiskajo z lesorezom. Vsak lesorez je imel izrezljano celo stran knjige. Leta 770 pa Japonci začnejo tiskati s tehniko bakroreza. V 15. stol. se v Evropi začne uporabljati lesorez za tisk kart in kasneje manjših knjižic. Leta 1455 Johann Gutenberg v Mainzu tiska knjigo s premičnimi črkami. Takrat so že uporabljali papir, oljne barve, stiskalnico idr. Na začetku tiskarstva so knjige posnemale rokopisne, celo okraševali so jih ročno. Od 18. do 20. stoletja pa se razvoj nadaljuje, saj lesene tiskalnice zamenjajo kovinske, katere so izboljšane. 

### Pisne podlage

#### Glinene tablice
4000 let p.n.š. je najstarejša oblika knjige - zapisi na glinenih tablicah, ki so se našli pri Sumercih, Babiloncih, Heitih in Asircih. Tablice so shranjevali na policah in vsaka tablica je imela na zgornjem robu kratek naslov. Če je delo vsebovalo več tablic, so bile te oštevilčene. Pisava je bila klinopis, pisana od leve proti desni.

#### Papirus
4000 let p.n.š. pa so Egipčani že pisali na papirus. Uporabljali so peresa iz trske, kasneje pa čopiče. Pisali so od desne proti levi v stolpcih z ilustracijami. Na koncu besedila so včasih zapisali kolofon.

#### Pergament
V 2. stol. p.n.š. so v Pergamu odkrili postopek za izdelavo pergamenta in v 13. stol. p.n.š. so Židje že začeli pisati najstarejše dele svetega pisma na pergament, redkeje na papirus. Pisali od desne proti levi, v stolpcih. Pergament so zvijali v zvitke. Med 2. in 4. stol. se začne krščanstvo širiti in svoja dela, zapisana na pergamentu, začnejo povezovati v kodekse. V 5. stol. začnejo okraševati besedila in uvedejo inicialke.
Brižinski spomeniki, najstarejši znan ohranjen zapis v slovenščini in najstarejši latinični zapis v katerem koli slovanskem jeziku, so napisani na pergamentu.
Zapisani so v zvrsti latinice, ki se je uporabljala v stoletjih po Karlu Velikem in se imenuje karolinška minuskula. Skupno gre za tri spomenike, ki so bili del popotnega pastoralnega priročnika freisinškega škofa Abrahama, ki je v Freisingu škofoval med letoma 957 in 993/994. Prvi in tretji spomenik sta obrazca splošne spovedi. Drugi spomenik je pridiga o grehu in pokori; ni le najstarejša slovenska pridiga, marveč je srednjeveška retorična mojstrovina.
Celoten latinski kodeks obsega 169 pergamentnih folijev različne kakovosti. Največ besedil je govorov oz. homilij, sedem je liturgičnih, osem cerkvenopravnih, devet drugačnih zapisov in trije slovenski, največ govorov je namenjenih praznikom cerkvenega leta: advent in božič, svečnica, post, veliki četrtek, velika noč ipd. Nekatera liturgična opravila iz kodeksa lahko opravlja samo škof, več obredov pa tudi navadni mašniki.
Brižinske spomenike hrani münchenska državna knjižnica. Knjižnico so zapisi zapustili dvakrat. Leta 1970 so jih razstavili v Vatikanu, maja in junija 2004 pa so bili na ogled v NUK v Ljubljani.
- Stran 3
- Stran 4
- Stran 5
- Stran 6

#### Papir
Leta 105 je Tsai Lun na Kitajskem iznašel papir, ki je bil dosti cenejši od svile. Leta 183 pa Kitajci že klešejo besedila v kamen in jih odtisnejo na papir. V 8. stol. Arabci prevzamejo od Kitajcev postopek izdelave papirja, ki ga prenesejo v Evropo.

### Formati za zapisovanje
- Glinene ploščice - glej Glinena tablica
- Zvitki: začeli so se uporabljati že na samem začetku iznajdbe papirusa. V Antični Grčiji in Rimu so bili dolgi celo do 10 metrov. Na začetku so jih hranili v vrčkih, kasneje pa v amariah. Dolgi zvitki so imeli prednost, da je bilo večje število informacij na enem mestu in lažje so jih shranjevali.
- Kodeks prvič uporabijo Rimljani v 1. stol. Kodeks je nekakšna vezana knjiga z rokopisi, ki omogoča lažje branje in pregled informacij, ki so jih shranili. Dobra lastnosti je tudi ta, da so lahko pisali opombe in pisali so po poglavjih.

### Trubar in prve slovenske knjige
Primož Trubar se je rodil 9. Junija 1508 v Rašici pri Velikih Laščah. Njegova življenjska pot se je začela pri dvanajstih letih, ko ga je oče Miha poslal od doma, da bi se učil za duhovnika. Šolal se je na Reki, v Salzburgu, v Trstu. Pri devetnajstih letih je že dobil svojo prvo župnijo, Loka pri Zidanem mostu, vendar je kmalu odšel na Dunaj, kjer je ostal nekaj časa. Nato je bil dodeljen za duhovnika v Laškem, kjer je seznanjal ljudi, kako uči evangelij. Že takrat niso bili farani zadovoljeni z njegovimi pridigami in Trubar se je zatekel v Ljubljano. Tu je zagovarjal Lutrovo dogmo, kar ni bilo všeč deželnemu glavarju in ta ga je izgnal. Trubar se zateče nazaj v Trst. Tamkajšnji prijatelj in škof Bonomo doseže da Trubarja imenujejo za kanonika. Trubar se vrne nazaj v Ljubljano, kjer je bil vnet katolik. Dobil je službo na Dolenjskem, vendar je bila to samo krinka, saj naj bi načrtovali Trubarjevo aretacijo. Trubar je to pravočasno izvedel, se skril in kmalu pobegnil v Nemčijo. Tam je dobil službo drugega pridigarja in se oženil z Barbaro, hčerko Matije Sitarja iz Kranja. 
To pa je čas, ko Trubar začne uresničevati svoje zamisli za razvoj slovenske književnosti. Prestopil je k augsburški veroizpovedi in postal pravi protestant. Začel je tudi uresničevati zamisli, pridobivanja Slovencev za novo vero s slovensko tiskano besedo. Da bi to uresničil, je najprej sestavil katekizem in abecednik. Za osnovo knjižnega gradiva je vzel govorico svojega rojstnega kraja (osrednje slovensko narečje). Obe knjižici je dal v tisk Petru Frentzu v Schwäbisch Hallu. Knjižici sta bili natiskani z gotskimi črkami. Abecednik z Brenzovim malim katekizmom je izšel prek koncem 1550 leta, Katekizem v prozi in pesmih s Flacijevo pridigo o veri pa leta 1551.
Nato je Trubar še naprej ustvarjal in se večkrat vrnil v Slovenijo. Trubar je umrl v Derendingenu, 28. junij 1586, kjer so ga tudi pokopali.

## Sestavni deli knjige
V osnovi knjigo sestavljata knjižni blok in ovitek.
- Knjižni blok je notranji del knjige, od prvega lista do zadnjega. Prvi list je namenjen pred naslovu ali založniški emblem. Nato sledi naslovna stran, na kateri so zapisani avtor, naslov, podnaslov, kraj izida, založnik in letnica izida. Impresum ali kolofon je objavljen takoj za naslovno stranjo ali na koncu knjige in vsebuje iste podatke kot naslovna stran in še tiskarno. Na tej strani so tudi podatki o izvirnem naslovu knjige in prevajalcu, če gre za prevod, ilustratorju in drugih pomočnikov za izdajo knjige. Sledijo strani knjige z besedilom. Strani so štete na zgornjem ali spodnjem robu, na zgornjem robu je lahko tudi zapisana živa pagina, ki pove naslov besedila ali poglavja ali avtorja. Zapisane so tudi opombe. Vse to je zrcalo strani knjige.
- Ovitek ni nujen za drobne knjige, večinoma pa je knjižni blok vdelan v ovitek ali platnice. Na spodnji strani hrbta ovitka se po navadi zapišejo bistveni podatki z naslovne strani, zlasti avtor in naslov. Po navadi se še zapiše krajša vsebina, nekaj o avtorju in kritike.

## Vrste knjig
Po vsebini so si knjige zelo različne. Nekatere so leposlovne, zgodovinske tehnične..., nekatere so namenjene javnosti, druge ožji skupini uporabnikov, ali pa so pisane poljudno oziroma znanstveno. Avtor knjige je lahko en sam, ali pa jih je več. Veliko knjig, predvsem starih, celo nima avtorja. Včasih avtor ni naveden s svojim pravim imenom in priimkom, temveč je naveden s svojim psevdonimom (izmišljeno ime) ali s kriptonimom (npr. inicialki, znak) ali z apelativom (občno ime).
Slikanica je posebna vrsta knjige, namenjena otrokom do začetka šolanja. Njeno sporočilo je podano s sliko, ki je opisana s krajšim opisom. Listi so večinoma iz debelejšega papirja ali kartona. Pri Slovencih je slikanica dobila velik pomen in visoko kvantiteto po drugi svetovni vojni.
Med obsežno skupino knjig, ki jih imenujemo priročniki, to so slovarji, vodniki, imeniki itd., so pogostejše enciklopedije. Njena najpomembnejša naloga je informirati o vseh splošnih pojavih ali pa samo z določenega strokovnega področja. Največkrat so urejene po abecedi gesel, redko pa tudi po tematskih sklopih. Razlikujemo leksikone in enciklopedije. Razlika med njima je ta, da so v leksikonu kratke in osnovne informacije in obsega po eno knjigo, medtem ko pa enciklopedija obdeluje gesla širše in lahko obsega več debelih knjig. pri Slovencih je prvi enciklopedični priročnik Pohlinov bibliografski leksikon Bibliotheca Carnioliae. 

Omeniti je tudi treba fotoknjigo, katera je namenjena predvsem shranjevanju fotografskih slik, dnevnik, v kateri se uporablja za pisanje dogodkov po datumih, rokovnik, v katerega beležimo prihajajoče dogodke, katere nočemo pozabiti, idr.

## Knjižna omara
Knjižna omara je pohištvo, namenjeno shranjevanju knjig. Sestavljena je iz knjižnih polic, na katere položimo ali postavimo knjige. Predhodnica knjižne omare je posebna zaprta omara imenovana amaria, v kateri so shranjevali zvitke. Ko so se začeli uveljavljati kodeksi, so te začeli shranjevati v skrinjah ali v posebnih nišah obloženim z lesom, kateri je ščitil vsebino pred vlago. V skrinje so začeli nameščati pregrade, da se knjige nebi zmešale. Ko pa so te skrinje postavili pokonci, je nastala knjižna omara. V armariah so knjige zaradi majhnega števila še ležale. Ko pa je število knjig začelo naraščati, so jih začeli postavljati pokonci (konec renesanse), zaradi njihove vrednosti pa so jih priklenili na verigo in povezali s knjižno omaro. Blizu je bil obvezen bralni pult in okno, zaradi svetlobe. Zaradi verig, ki so pripete na sprednji zgornji del platnice knjige in te še niso imele napisanih avtorjev in naslovov, so bili hrbti knjig obrnjeni stran. V 17. in 18. stoletju pa je povpraševanje po knjigah postalo vedno večje in niso bile več redka in draga vrednost, zato knjige obrnejo hrbet in se osvobodijo verig. Nanje začnejo pisati avtorje in naslov dela. Počasi se začnejo uveljavljati posebne sobe, namenjene branju, to so čitalnice.  
Prestiž imetja knjig je prinašal zanimive fenomene, ki jih v Sloveniji nismo poznali do te mere, a so prav tako bili vsaj v določenem smislu pomembni. Kupiti se je dalo omare, ki so bile namenjene le videzu, da so knjižne, omara je bila dejansko napolnjena s policami in kartonastimi platnicami, ki so dajale videz polne omare. V kontrast temu so nekateri kupovali knjige na metre. Cilj je nakup zbirke poznano kvalitetnih knjig, katere bi obogatile prav vsako gospodinjstvo ali hišo. Četudi so zbirke bile namenjene izboljšati, utrditi in oplemenititi bralce, so nekatere bile skorajda nedotaknjene.

## Identifikacija in razvrščanje
Tekom 20. stoletja je naraščajoče število objavljenih del vse bolj obremenjevalo delovanje v knjižnicah. Svetovno združenje IFLA ( International Federation of Library Associations and Institutions - Mednarodno združenje književnih društev in ustanov) je zato razvilo vrsto orodij pod krovnim nazivom ISBD (International Standard Bibliographic Description - Mednardni standardni bibliorafgski opis).
Vsaka knjiga je enolično opisana z ISBN (International Standard Book Number - Mednarodno standardno številko knjige), ki je enolična za vsako izdajo vsake knjige, založene s strani članov združenja. ISBN ima štiri dele: Prvi del je koda države, drugi koda založnika in tretji koda naslova. Zadnji del je kontrolna številka, ki ima lahko vrednosti od 0-9 in X (10). Črtne kode številke za knjige EAN  izhajajo iz ISBN s tem, da dobijo predpono 978 kot oznako za Bookland in izračun novega kontrolnega znaka.
Komercialni založniki v industrializiranih državah na splošno svojim knjiga podeljujejo  ISBN, tako da lahko kupec domneva, da je ISBN na knjigi brez izjem del celotnega mednarodnega sistema. Obstaja pa veliko drćavnih založnikov, v industrijskih državah kot tudi državah v razvoju, ki le delno sodelujejo v sistemu ISBN in objavljajo knjige tudi brez ISBN.
.Velika ali javna zbirka knjig zahteva katalog. Tako imenovane "sklicne številke" se nanašajo na knjige v katalogu in navajajo, kje se na policah nahajajo. Klicne številke temeljijo na knjižničnem klasifikacijskem sistemu. Klična številka se doda na hrbet knjige, običajno kratko razdaljo od spodnjega roba na notranji strani.
Institucionalni ali nacionalni standardi, kot je ANSI / Niso Z39.41 - 1997, določajo, kako se pravilno dodaja podatke (na primer naslov ali ime avtorja) na hrbtišča knjig, in na knjigam sorodne predmete, so vsebniki za DVD-je, videokasete in programsko opremo. Ena izmed prvih in najbolj znanih sistemov za katalogiziranje knjig je Deweyev decimalni sistem. Znan je tudi Sistem knjižnice ameriškega kongresa (Library of Congress Classification). 
Informacije o knjigah in avtorjih  se lahko hranijo v podatkovnih bazah, kot so spletni portali (gl. COBISS spodaj). Podatkovne baze vsebuje tudi meta podatke, kot so ISBN ali druge klasifikacijske številke (glej zgoraj), imena sodelavcev (avtor, urednik, ilustrator) in založnik, datuma in velikosti, in jezik besedila.

### COBISS
COBISS (kratica za Co-operative Online Bibliographic System & Services) je slovenski knjižnični informacijski sistem, ki ga je razvil mariborski Institut informacijskih znanosti. Uporabljajo ga knjižnični sistemi Slovenije, Albanije, Bosne in Hercegovine, Bolgarije, Makedonije, Srbije in Črne gore, povezavo vseh teh sistemov pa skupaj imenujemo COBISS.Net.

## Uporaba in trgovanje knjige
Knjiga je nosilec znanja in zgodb. Knjige so z vsebino lahko obsežne in presegajo posameznikov spomin, kar jih je napravilo izredno uporabne kot opomnik in pomoč pri resnih opravilih. V obliki enciklopedije so bile tudi ključna pomoč pri izobraževanju ljudi ob njihovem siceršnjem delu. Zaradi funkcije prenosa idej so vsebovale tudi verske vsebine in bile tako velikokrat kontroverzne, sporne ali pa pisni dokaz daljših razprav. Tako so preko knjig komunicirali pomembnejši intelektualci, oziroma so knjige pomenile korak k dopisovanju in izmenjevanju znanja 
V času zgodnjega tiska so knjige, knjižnice in pamfleti močno zaznamovali razumevanje družbe, saj je tiskar, avtor ali prodajalec lažje prikrival izvor idej in so sicer anonimne misli dobile večji odmev. Kasneje je pravica tiskanja idej postala pomembno povezana s pravicami človeka in državljana, te ideje pa so se pomembno širile s Napoleonom, četudi je kasneje padel. Sledilo je obdobje urejanja evropskih držav in obnavljanje tržnih povezav pri katerih se znatno okrepi izmenjevanje idej, narodnih običajev in mitologij. Po ustvarjanju kar nekaterih nacionalnih držav in neštetih nemirov okoli leta 1850 in naprej se okrepi ponovno moč leposlovja, kakor tudi poceni znanstvena komunikacija med univerzami, znanstveniki in literati. Knjiga je tako edini pravi, najhitrejši in najcenejši pretok idej med prebivalstvom, cenzura postane vedno bolj nujna, stroški pošte so vedno cenejši in vedno bolj zanemarljivi. Tiskarji so vedno bolj zavezani industrijskim mogotcem, obrtnikom in plemstvu, ki se prav tako pričenja udejstvovati v novih tehnologijah. Mir med prebivalstvom se tako doseže z reševanjem težav prebivalstva. 
Knjiga tako popisuje zgodbe prebivalstva, njihove muke, psihološke zanke in težave. Vedno več žensk bere knjige, saj so edine, ki jim čas to omogoča. Knjige so poleg zanimivosti, eksotičnosti in romantičnosti tudi vir prestiža. Ženske v nekih družbah so portretirane kot bralke. Vedno bolj se deli družba glede na interese pri čemer najnižje sloje oskrbujejo z občutkom prestiža, ki izhaja iz romantiziranja medija knjige. Knjige se tržijo kot nacionalni zaklad, najvišjo vrednost, kulturno znamko, ki definira napredek celega naroda. To se počne tudi sicer z ostalimi oblikami kulture kakršno je gledališče, opera, športna prizorišča. 
Nekatere knjige pa postanejo odslikava nezadovoljstva in niso fukcionalne v tem pogledu. Izmenjava idej, zamisli, znanstvenih dosežkov in verskih pogledov in dvomov je prinesla tudi določene težave. Ob vojnih nemirih, ekonomski negotovosti in slabi oskrbi prebivalstva, pa tudi veliki neenakosti med prebivalstvom je knjiga bila tudi nosilec upora. Ilegalne aktivnosti, organizacije, stranke in rekrutacija so temeljile na trdni indoktrinaciji mladih, ki so zato potrebovali knjige, revije in govore, da so utemeljevali svoj žar in prepričanja in širili bazo.  
Knjiga je postala tudi dober vir priročnih informacij pri nekaterih dejavnostih, kar je na nek način njena najstarejša funkcija. Vademecum, (slo.Pojdi z mano) je bil običajni izraz za priročnik, knjigo, ki jo je popotnik nosil s sabo in tako lažje in z manj zapleti sledil nasvetom ob potovanju po tujih krajih. Vademecum je vseboval kraje, postojanke, znamenitosti, znamenite jedi, varna prenočišča ipd. Priročniki sedaj obstajajo za cele vrste dejavnosti, tako pletenje, kvačkanje, pridobivanje samozavesti, vzgojo otrok, izdelavo scenarijev, učenje joge, lažjo prodajo ali boljše učenje. 

## E-knjiga
E-knjiga, elektronska knjiga, digitalna knjiga, vse te "knjige" pomenijo isto. Je knjižna publikacija zapisana v digitalni obliki. Beremo jo lahko na računalniških napravah, tabličnih računalnikih, posebej za ta namen pa so naredili posebne digitalne knjižne bralnike. E-knjige niso še povsem dodelana rešitev, ogromno se tako dela na popularizaciji. 